# Frank Füglein

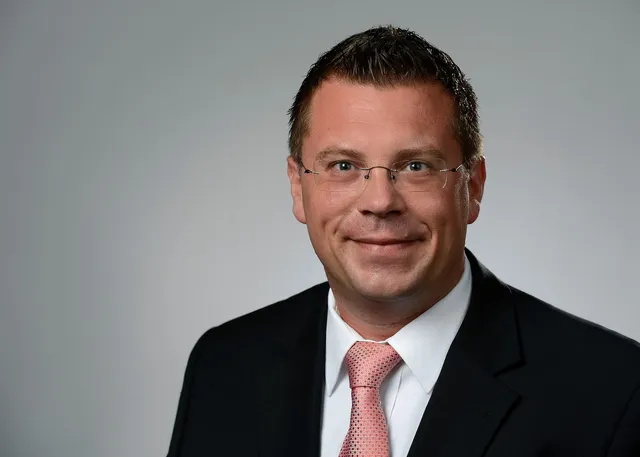
Frank Füglein (2023)

Frank Füglein (* 1977) ist ein deutscher Jurist und ordentlicher Professor für Rechtswissenschaften an der Hessischen Hochschule für Öffentliches Management und Sicherheit am Campus in Mühlheim am Main.

## Leben
Füglein studierte nach dem Abitur an der Albert-Einstein-Schule in Schwalbach am Taunus 1996, von 1998 bis 2005 Rechtswissenschaften in Frankfurt am Main und absolvierte sein Referendariat in der Landeshauptstadt Wiesbaden. Er absolvierte sein Studium mit Prädikat. Wenige Jahre später wurde er promoviert. Während seines Studiums arbeitete Füglein in Konzernen und wurde  mit 30 Jahren zum Richter am Amtsgericht Frankfurt am Main ernannt. Dort leitete er  Dezernate im Zivil- und Strafprozess und arbeitete zudem als Ermittlungs- und Haftrichter. Nachdem er bereits parallel zur Tätigkeit als Richter Dozent an verschiedenen Universitäten war, mehrere Bücher und Artikel veröffentlichte, für  Fernsehsender Reportagen und juristische Filme drehte sowie als Referent arbeitete, wurde er im Jahr 2022 zum ordentlichen Professor an der Hessischen Hochschule für Öffentliches Management und Sicherheit ernannt.

## Publikationen
- Reduktion des Ehrenschutzes durch höchstrichterliche Rechtsprechung. Peter Lang Verlag, 2012, ISBN 978-3-631-63089-1
- mit Sabrina Perpelitz: Strafrecht allgemeiner Teil – echt verständlich! Erläuterungen und Schemata für Studium und Beruf. Boorberg Verlag, Stuttgart/München/Hannover/Berlin/Weimar/Dresden 2018, ISBN 978-3-415-06351-8
- mit Sabrina Perpelitz: Strafprozessrecht – echt verständlich! Erläuterungen und Schemata zur StPO für Studium und Beruf. Boorberg Verlag, Stuttgart/München/Hannover/Berlin/Weimar/Dresden 2018, ISBN 978-3-415-06064-7
- mit Sabrina Perpelitz: Das Nachbarrecht in Hessen : mit Übersichten und Abbildungen.  Boorberg Verlag, Stuttgart/München/Hannover/Berlin/Weimar/Dresden 2019, ISBN 978-3-415-06384-6
- Wie löse ich einen Privatrechtsfall? Boorberg Verlag, Stuttgart/München/Hannover/Berlin/Weimar/Dresden 2022, ISBN 978-3-415-07203-9